# Madagaszkári nádiposzáta
A madagaszkári nádiposzáta (Acrocephalus newtoni) a verébalakúak (Passeriformes) rendjébe, ezen belül a nádiposzátafélék (Acrocephalidae) családjába és az Acrocephalus nembe tartozó faj. 18 centiméter hosszú. Madagaszkár édesvízhez közeli, mocsaras területein él. Többnyire rovarokkal táplálkozik. Májustól januárig költ.

## Fordítás
- Ez a szócikk részben vagy egészben  a   Madagascan swamp warbler című angol Wikipédia-szócikk fordításán alapul.  Az eredeti cikk szerkesztőit annak laptörténete sorolja fel. Ez a jelzés csupán a megfogalmazás eredetét és a szerzői jogokat jelzi, nem szolgál a cikkben szereplő információk forrásmegjelöléseként.